# Зкапа
◌ܳ, ◌ܴ, ◌ܵ (ܙܩܵܦ݂ܵܐ, зкапа) — огласовка в сирийском письме.

## Использование
В восточносирийском (несторианском) письме выглядит как две точки над буквой (◌ܵ) и обозначает [aː]. В западносирийском (яковитском) письме выглядит как петелька над (◌ܳ) или под буквой (◌ܴ) и обозначает [oː], произошедший из [aː]; происходит от греческой буквы омикрон (Ο). 
В романизации ALA-LC передаётся как ā; в романизации BGN/PCGN восточносирийская зкапа (◌ܵ) передаётся как ā, а передача западносирийских вариантов не регламентируется.

## Кодировка
Западносирийская зкапа сверху, западносирийская зкапа снизу и восточносирийская зкапа были добавлены в стандарт Юникод в версии 3.0 в блок «Сирийское письмо» (англ. Syriac) под шестнадцатеричными кодами U+0733, U+0734, U+0735 соответственно.